# Битва під Летичевом
Битва під Летичевом — битва радянсько-польської війни, що відбулася 18-22 лютого 1920 року під Летичевом (нині селище міського типу Хмельницької області).
Після закінчення польсько-української війни польський Подільський фронт залишався відносно стабільним і пролягав по Бугу, поблизу Збруча. Під час маневру, який мав скоротити лінії польської 5 піхотної дивізії генерала Владислава Єнджеєвського, вона зіткнулася з підрозділами радянської 44-ї стрілецької дивізії та кавалерійських частин Григорія Котовського.
Поляки напали на радянські війська 18 лютого, але з незначним успіхом. 20 лютого генерал Єнджеєвський вирішив кинути в бій всі свої резерви, внаслідок чого вдалось захопити Летичів силами польської 5-ї піхотної дивізії. Нові позиції стали однією з точок зосередження польської армії і армії УНР до київського наступу. У червні-липні 1920 року на околиці Летичева відбулася інша битва, яку іноді називали Другою битвою під Летичевом, в якій польській армії вдалось затримати наступ більшовиків на Львів.